# Novohradské hory
Novohradské hory este o arie protejată (arie de protecție specială avifaunistică — SPA) din Republica Cehă întinsă pe o suprafață de 9.052,51 ha, integral pe uscat.

## Localizare
Centrul sitului Novohradské hory este situat la coordonatele 48°39′07″N 14°40′43″E / 48.651944°N 14.678611°E.

## Înființare
Situl Novohradské hory a fost declarat arie de protecție specială avifaunistică în decembrie 2004 pentru a proteja 2 specii de animale.

## Biodiversitate
Situată în ecoregiunea continentală, aria protejată nu include niciun habitat protejat.
La baza desemnării sitului se află mai multe specii protejate de  păsări (2): cocoșul de mesteacăn (Bonasa bonasia), ciocănitoare de munte (Picoides tridactylus).